# 短柄黄脉莓
短柄黄脉莓（学名：Rubus xanthoneurus var. brevipetiolatus）为蔷薇科悬钩子属下的一个变种。

## 扩展阅读
- 維基物種上的相關：短柄黄脉莓